# Félix Gaillard
Pour les articles homonymes, voir Gaillard.
Félix Gaillard, devenu Félix Gaillard d'Aimé par relèvement de nom, est un homme d'État français né le 5 novembre 1919 à Paris et mort le 9 juillet 1970 en mer, au large de Jersey. Membre du Parti radical, il est président du Conseil des ministres du 6 novembre 1957 au 15 avril 1958.

## Situation personnelle

### Jeunesse et études
Fils de Maurice Gaillard, administrateur de sociétés et ingénieur des mines, et d'Alice d'Aimé, Félix Gaillard naît dans le 8e arrondissement de Paris. Son arrière grand-père et son grand-père, côté paternel, devenus de riches notables, siègent au conseil général de la Charente. 
Il fait ses études au Cours Saint-Louis, puis au lycée Carnot. Il obtient le baccalauréat en octobre 1937. Il entre ensuite à l'École libre des sciences politiques, où il suit les cours d'André Siegfried et Pierre Renouvin, et à la faculté de droit de l'université de Paris. Il réussit sa licence de droit en 1940, et devient titulaire du DES d'économie politique en 1942. Il est docteur en droit en 1943.

### Vie familiale
Il s'est marié avec Dolorès Delépine (1924-2010) - dite « Lolette » - veuve de l'ancien ministre de l'Économie nationale Raymond Patenôtre et a eu quatre enfants de ce mariage : Philippe (1956-2014), Isabelle (née en 1958), Béatrice (née en 1959) et Marie (née en 1960).
Il est autorisé à ajouter « d'Aimé » à son nom de famille Gaillard, par un jugement du tribunal de la Seine du 24 juillet 1942, conformément à la loi du 2 juillet 1923, tendant à perpétuer le nom des citoyens morts pour la patrie durant la Grande Guerre. C'est un hommage à son oncle maternel, Achille, mort sans descendance en 1936, des suites de blessures liées à la guerre.

## Parcours politique

### Débuts
Il devient inspecteur des finances en 1943. Il est directeur de cabinet de Jean Monnet, commissaire en mission aux États-Unis puis commissaire général du plan, de 1944 à 1946. De lui, Jean Monnet disait « Son intelligence et sa faculté d'assimilation exceptionnelle l'engageaient dans des raccourcis brillants et rapides. Il devait bientôt prendre celui de la politique, seul débouché pour son ambition impatiente et élevée. ». Il participe activement à la Résistance en France à partir de 1943. Il est adjoint en 1944 d'Alexandre Parodi, délégué du GPRF en France.
Le 10 novembre 1946, il est élu député du Parti radical-socialiste de la Charente, sur la liste Rassemblement des gauches républicaines, et conserve ce mandat jusqu'à sa mort.

### Membre de gouvernements
Il participe à plusieurs gouvernements sous la Quatrième République. Dans ces fonctions, il a la possibilité de peser fortement en faveur du développement du Commissariat à l'énergie atomique.
Ministre des Finances en 1957, Félix Gaillard procède à son « opération 20 % » pour combler le gouffre économique qui accompagne l'agonie de la Quatrième République : l'Office des changes verse une prime de 20 % aux touristes étrangers et impose aux Français une hausse de 20 % du prix pour l'obtention de devises étrangères. Il s'agit en fait d'une dévaluation déguisée du franc, même si le gouvernement de Maurice Bourgès-Maunoury est alors trop faible pour le reconnaître.

### Président du Conseil
Il est appelé à la présidence du Conseil le 5 novembre 1957 (gouvernement Félix Gaillard) après la chute du gouvernement Maurice Bourgès-Maunoury. À 38 ans, c'est alors le plus jeune chef de gouvernement jamais nommé en France. Cette précocité ne sera dépassée qu'avec Laurent Fabius (nomination à 37 ans et 11 mois) et Gabriel Attal (nomination à 34 ans et 9 mois). Son gouvernement, qui regroupe pour la première fois depuis 1951 socialistes et indépendants, obtient l'investiture par 337 voix pour, 173 voix contre et 20 abstentions.
Il signe le Traité de Rome en mars 1957.
Le 8 février 1958, l'aviation française bombarde le village tunisien de Sakiet Sidi Youssef, afin de détruire un camp de repli du FLN, causant la mort de 69 personnes dont 21 enfants. L'émotion internationale est très vive et le 17 février, le gouvernement de Félix Gaillard est contraint d'accepter une médiation anglo-américaine sur la question tunisienne. Cette rencontre tripartite a lieu dans la résidence privée de Félix Gaillard à Barbezieux en Charente. Il suscite de ce fait l'hostilité des militaires et des partisans de l'Algérie française ainsi que de sa majorité.
Après avoir annoncé en 1957 que la République française refuse le principe de double clef pour les armes atomiques mises à disposition par les États‑Unis dans le cadre de l'OTAN, il déclare le 11 avril 1958 la décision de préparation des premières explosions atomiques françaises pour le premier trimestre de 1960.
Il est renversé à l'Assemblée nationale le 15 avril 1958, accusé de faiblesse face à la pression américaine exercée dans la médiation de bons offices visant au règlement de l'affaire Sakiet, le diplomate américain Robert Murphy ayant soutenu fermement la position tunisienne.
Un mois durant, la France ne parvient pas à trouver un nouveau gouvernement. Le 13 mai 1958, Pierre Pflimlin est nommé pour un éphémère gouvernement de 15 jours. Gaillard se prononce en faveur du retour du général de Gaulle le 1er juin 1958.

### Sous la Cinquième République
Le mécanisme d'engagement de la responsabilité du gouvernement sur l'adoption ou le rejet d'un texte que permet l'alinéa 3 de l'article 49 de la Constitution de la Ve République est inspiré de la réforme de l'article 50 (« la solution Gaillard ») proposé par le projet Gaillard de révision de la Constitution de la IVe République.
De 1958 à 1961, Félix Gaillard est président du Parti radical. Il appartient à la première délégation française à l'Assemblée consultative (aujourd'hui parlementaire) du Conseil de l'Europe en 1949.
Félix Gaillard est réélu député dans la 2e circonscription de la Charente aux élections de 1958, 1962, 1967 et 1968.

## Mort
Le 9 juillet 1970, il meurt dans le naufrage de son bateau de plaisance de 12 mètres, la Marie-Grillon, au large de Jersey en compagnie de trois coéquipiers : Yvonne de la Brosse, Dominique Cirotteau et la fiancée de ce dernier, Anne Dumont,. Le bateau aurait explosé à cause d'un court-circuit. Personne n'a vu l'accident, en raison d'une grève des ferrys. Il repose au cimetière de Lachaise en Charente.

## Détail des mandats et fonctions
- Député de la Charente (1946-1970)
- Sous-secrétaire d'État aux Affaires économiques du gouvernement Robert Schuman (1) (du 26 novembre 1947 au 26 juillet 1948)
- Secrétaire d'État à la Présidence du Conseil du gouvernement René Pleven (2) (du 11 août 1951 au 20 janvier 1952)
- Secrétaire d'État à la Présidence du Conseil et aux Finances du gouvernement Edgar Faure (1) (du 20 janvier au 8 mars 1952)
- Secrétaire d'État à la Présidence du Conseil et aux Finances du gouvernement Antoine Pinay (du 8 mars 1952 au 8 janvier 1953)
- Secrétaire d'État à la Présidence du Conseil du gouvernement René Mayer (du 8 janvier au 28 juin 1953)
- Ministre des Finances, des Affaires économiques et du Plan du gouvernement Maurice Bourgès-Maunoury (du 13 juin au 6 novembre 1957)
- Président du Conseil (du 6 novembre 1957 au 14 mai 1958)
- Conseiller général de la Charente (1965-1970)
- Président du Conseil d'Administration de l'Office Public des Habitations à Loyer Modéré de Charente (1957-1970)